# Liste der Bodendenkmale in Pellworm
In der Liste der Bodendenkmale in Pellworm sind die Bodendenkmale der Gemeinde Pellworm nach dem Stand der Bodendenkmalliste des Archäologischen Landesamts Schleswig-Holstein von 2016 aufgelistet. Die Baudenkmale sind in der Liste der Kulturdenkmale in Pellworm aufgeführt.
| Denkmal-ID           | Befundart | Bezeichnung                                     | Zeitstellung         | Lage | Bemerkungen                                         | Bild |
| -------------------- | --------- | ----------------------------------------------- | -------------------- | ---- | --------------------------------------------------- | ---- |
| aKD-ALSH-Nr. 001 509 | Siedlung  | Siedlung/Haus/Hof                               | Frühmittelalter      |      | Flachsiedlung des 9./10. Jahrhunderts, Grabung 1977 |      |
| aKD-ALSH-Nr. 001 510 | Siedlung  | Warft/Deichsiedlung                             |                      |      | Warft                                               |      |
| aKD-ALSH-Nr. 001 511 | Siedlung  | Warft/Deichsiedlung                             |                      |      | Warft                                               |      |
| aKD-ALSH-Nr. 001 512 | Siedlung  | Siedlung/Haus/Hof                               | Mittelalter          |      | mittelalterliche Flachsiedlung                      |      |
| aKD-ALSH-Nr. 001 513 | Siedlung  | Siedlung/Haus/Hof                               | Mittelalter          |      | mittelalterliche Flachsiedlung                      |      |
| aKD-ALSH-Nr. 001 514 | Siedlung  | Warft/Deichsiedlung                             |                      |      | Warft                                               |      |
| aKD-ALSH-Nr. 001 515 | Siedlung  | Fething/Süßwassertränke (Warft)                 | Mittelalter, Neuzeit |      | Fething                                             |      |
| aKD-ALSH-Nr. 001 516 | Siedlung  | Warft/Deichsiedlung                             |                      |      | Warft                                               |      |
| aKD-ALSH-Nr. 001 517 | Siedlung  | Warft/Deichsiedlung                             |                      |      | Warft                                               |      |
| aKD-ALSH-Nr. 001 518 | Siedlung  | Warft/Deichsiedlung                             |                      |      | Warft                                               |      |
| aKD-ALSH-Nr. 001 519 | Siedlung  | Warft/Deichsiedlung „Thiessenswarft“            |                      |      | Warft                                               |      |
| aKD-ALSH-Nr. 001 520 | Siedlung  | Warft/Deichsiedlung                             |                      |      | Warft                                               |      |
| aKD-ALSH-Nr. 001 521 | Siedlung  | Warft/Deichsiedlung                             |                      |      | Warft                                               |      |
| aKD-ALSH-Nr. 001 522 | Siedlung  | Warft/Deichsiedlung                             |                      |      | Warft                                               |      |
| aKD-ALSH-Nr. 001 523 | Siedlung  | Warft/Deichsiedlung                             |                      |      | Warft                                               |      |
| aKD-ALSH-Nr. 001 524 | Siedlung  | Siedlung/Haus/Hof                               | Mittelalter          |      | mittelalterliche Flachsiedlung                      |      |
| aKD-ALSH-Nr. 001 525 | Siedlung  | Warft/Deichsiedlung „Presterwarft“              |                      |      | Warft                                               |      |
| aKD-ALSH-Nr. 001 526 | Siedlung  | Warft/Deichsiedlung                             |                      |      | Warft                                               |      |
| aKD-ALSH-Nr. 001 527 | Siedlung  | Warft/Deichsiedlung „Kömwarft“, „Galgegenwarft“ |                      |      | Warft                                               |      |
| aKD-ALSH-Nr. 001 528 | Siedlung  | Warft/Deichsiedlung                             |                      |      | Warft                                               |      |
| aKD-ALSH-Nr. 001 529 | Siedlung  | Warft/Deichsiedlung „Gerichtswarft“             |                      |      | Warft                                               |      |
| aKD-ALSH-Nr. 001 530 | Siedlung  | Warft/Deichsiedlung „Haubargswarft“             |                      |      | Warft                                               |      |